# Route des saveurs de Charlevoix
La route des saveurs dans la région de Charlevoix est une route touristique au Québec  qui commence dans la ville de Baie-Saint-Paul pour se rendre à la ville de La Malbaie et qui propose 23 transformateurs et producteurs  et 16 restaurants de produits du terroir et de fine cuisine.

Un panorama de la baie de La Malbaie. On peut y voir Pointe-Au-Pic à l'extrême gauche, Place Charlevoix au centre gauche et l'église de La Malbaie à droite.